# فريدريك ميلز
فريدريك ميلز (10 يوليو 1898 بليستر في المملكة المتحدة - 4 نوفمبر 1929) (بالإنجليزية: Frederick Mills)‏ هو لاعب كريكت بريطاني (وحمل سابقاً جنسية المملكة المتحدة لبريطانيا العظمى وأيرلندا). لعب مع نادي مقاطعة ليسترشاير للكريكت ‏.

## وصلات خارجية
- فريدريك ميلز على موقع إي آس بي آن كريك إنفو (الإنجليزية)